# Ferdinand (maan)
Ferdinand is een maan van Uranus. De maan is in 2001 ontdekt door Matthew J. Holman, John J. Kavelaars, Dan Milisavljevic en Brett J. Gladman. Ferdinand is genoemd naar zoon van de koning van Napels uit Shakespeares stuk "The Tempest"
Miranda · Ariel · Umbriel · Titania · Oberon

Cordelia · Ophelia · Bianca · Cressida · Desdemona · Juliet · Portia · Rosalind · Cupid · Belinda · Perdita · Puck · Mab · Francisco · Caliban · Sycorax · Margaret · Prospero · Setebos · Stephano · Trinculo · Ferdinand